# Hermann Vezin
Hermann Caspar Ignatz Vezin (* 16. Dezember 1797 in Osnabrück; † 13. Februar 1861 ebenda) war ein Arzt und der erste Ehrenbürger der Stadt Osnabrück.

## Familie
Hermann Vezin kam als Sohn des Kanzlei-Sekretärs und -Registrators, dem späteren Kanzleirat Heinrich August Vezin (1745–1816) und dessen Ehefrau Maria Agnes Bernhardina Pielsticker (1764–1803) zur Welt.
Sein Großvater war der Violinist und königlich-britische Hof-Konzertmeister Jean Baptiste Vezin, dessen Vater war der Violinist und kurfürstlich hannoversche und königlich britische Hof-Kammermusiker Pierre Vezin, dieser stammte aus Saint-Florentin (Yonne).
Am 18. April 1826 heiratete er Josephine Duesberg (1803–1899) in der St.-Lamberti-Kirche in Münster. Sie war seine Großcousine mütterlicherseits und Tochter des Münsteraner Hofkammerrats und Oberpostmeisters Bernhard Anton Joseph Duesberg (1749–1839).

## Werdegang
Vezin begann 1818 an der Georg-August-Universität Göttingen das Studium der Medizin. 1821 wurde er daselbst promoviert. Nach einer einjährigen wissenschaftlichen Reise ließ er sich 1822 in Osnabrück als Arzt nieder.
Ihm wurde am 20. Oktober 1831 das Ehrenbürgerrecht der Stadt Osnabrück wegen seiner Verdienste bei Bekämpfung der Cholera-Epidemie von 1831 verliehen. 1833 wurde er zum Hofmedicus sowie zum dirigierenden Arzt des städtischen Krankenhauses ernannt. 1850 erhielt er den Titel eines Königlich Hannoverschen Medicinalraths, 1853 wurde er Obergerichtsphysikus und Mitglied der Landdrostei für Medicinalangelegenheiten. Als im Jahre 1859 die Cholera erneut in Osnabrück ausbrach, ergriff er die Initiative zur Gründung des Marienhospitals. Dieses leitete er bis zu seinem Tode 1861.
Er wurde auf dem Hasefriedhof in Osnabrück beigesetzt.

## Schriften (Auswahl)
- Vorschriften wie man sich beim Herannahen und während des Herrschens der Cholera zu verhalten und wie man die von derselben befallenen Kranken in dem ersten Zeitraume der Krankheit zu behandeln hat. Osnabrück 1831.
- Ueber die Krätze und ihre Behandlung nach der englischen Methode. Osnabrück 1836, 1843.
- Sendschreiben an den Herrn Hofrath Dr. G. P. Holscher. Göttingen 1846.
- Ueber die Behandlung der Amputationsstümpfe. Deutsche Klinik 1856.
- Die Frage: Bedarf das Königreich Hannover einer zweiten Irrenanstalt und wo? Osnabrück 1858.
- Ueber Krankenhäuser, die Krankenpflege durch christliche Genossenschaften und über die Wirksamkeit französischer, englischer und russischer Frauen in den Hospitälern der Krim und der Türkei. Münster 1858.